# Wit bietencystenaaltje
Het wit bietencystenaaltje (Heterodera schachtii) is een plantenparasitair aaltje, dat als endoparasiet bieten parasiteert. Heterodera schachtii werd in 1859 door de Bonner botanicus Hermann Schacht voor het eerst gevonden en later is het aaltje naar hem vernoemd.
Bij besmetting van de grond met het wit bietencystenaaltje treden in het gewas valplekken op waar de planten minder goed groeien en bij warm, droog weer gaan ze slap hangen. De buitenste bladeren sterven af en er worden veel zijwortels gevormd. Op de wortels zitten de cysten.

## Kenmerken
Het wit bietencystenaaltje is tweeslachtig. De mannetjes zijn wormvormig. De vrouwtjes vormen een citroenvormig, 0,8 mm lang lichaam, de cyst. De cyst is in het begin wit, maar kleurt later bruingeel.

## Ontwikkeling
De larven ontwikkelen zich in de eieren die in het lichaam van het vrouwtje blijven zitten. In het eiomhulsel blijven ze in rust. Het vrouwtje sterft af en de cuticula van het vrouwtje wordt hard en vormt een cyst. In de cyst kunnen de larven 8 - 10 jaar overleven. Onder gunstige omstandigheden van onder meer bodemvochtigheid, grondtemperatuur en beluchting, worden de larven door uitscheidingen van de wortels van de waardplant uit de cyst gelokt. Ze verplaatsen zich vervolgens naar de wortels van de waardplant en dringen met hun mondstekel het wortelweefsel binnen. In de centrale cilinder van de wortel geeft de larve met de mondstekel in een enkele cel een stof af, waardoor deze cel plaatselijk de celwand afbreekt en versmelt met buurcellen tot een syncytium met meerdere kernen. De larve voedt zich gedurende de gehele ontwikkeling via dit syncytium. Na twee larvale stadia worden mannetjes en vrouwtjes gevormd, die tijdens hun verdere groei nog twee larvale stadia doorlopen.

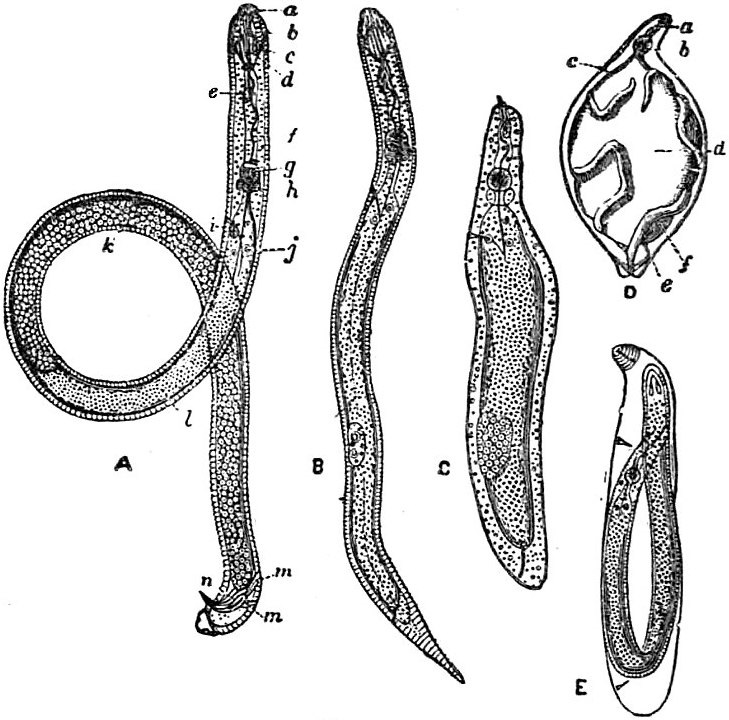
Wit bietencystenaaltje. A=mannetje, B=vrijlevende larve, C= niet vrijlevende larve, D=cyst, E=ei met larve op punt van uitkomen

## Bestrijding
Tijdens braak kan ter bestrijding van het wit bietencystenaaltje een kruisbloemig vanggewas geteeld worden. Hiervoor is resistente bladrammenas het meest geschikt. De teelt van bladrammenas kan de populatiedichtheid van het wit bietencystenaaltje met meer dan 90% verlagen. Ook resistente gele mosterd kan als vanggewas gebruikt worden. Deze gewassen lokken door hun lokstoffen de larven uit de cysten. In de wortels van de vanggewassen kunnen de larven echter geen syncytium vormen en verhongeren of groeien alleen uit tot mannetjes. Voor het uitgroeien tot vrouwtjes is meer voedsel nodig.
Ook kunnen partieel nematodenresistente bietenrassen geteeld worden. De suikeropbrengst van deze rassen is echter lager dan die van de vatbare rassen.
Vruchtwisseling met eenmaal in de vijf jaar bieten. In de vruchtwisseling geen vatbare gewassen zoals koolzaad of spruitkool opnemen.
Bij een intensievere teelt grondmonsters nemen voor het bepalen van de besmettingsgraad. Bij een te hoge besmettingsgraad kunnen alleen nog partieel resistente bietenrassen geteeld worden of moet eerst een vanggewas geteeld worden.